# テクノエコー
テクノエコー株式会社は、埼玉県入間市に本社を置いていた水質計測機器メーカーである。
2016年12月、株式会社イワキが株式を取得し、子会社化となる。2021年4月1日にイワキに吸収合併され、消滅した。

## 事業内容
- 各種水質計測器、中でも残留塩素計の開発･製造･販売を主とし、ppbオーダーの低濃度対応機器から数千mg/Lの高濃度測定器まで各種センサ、測定器によりカバーしている。また、二酸化塩素計やオゾン水濃度計の開発･製造･販売もしている。海水を飲用向けに精製する機器の製造も担う。

## 主な商品
- 残留塩素計
- 二酸化塩素計
- オゾン水濃度計